# Waldfriedhof Weißer Hirsch

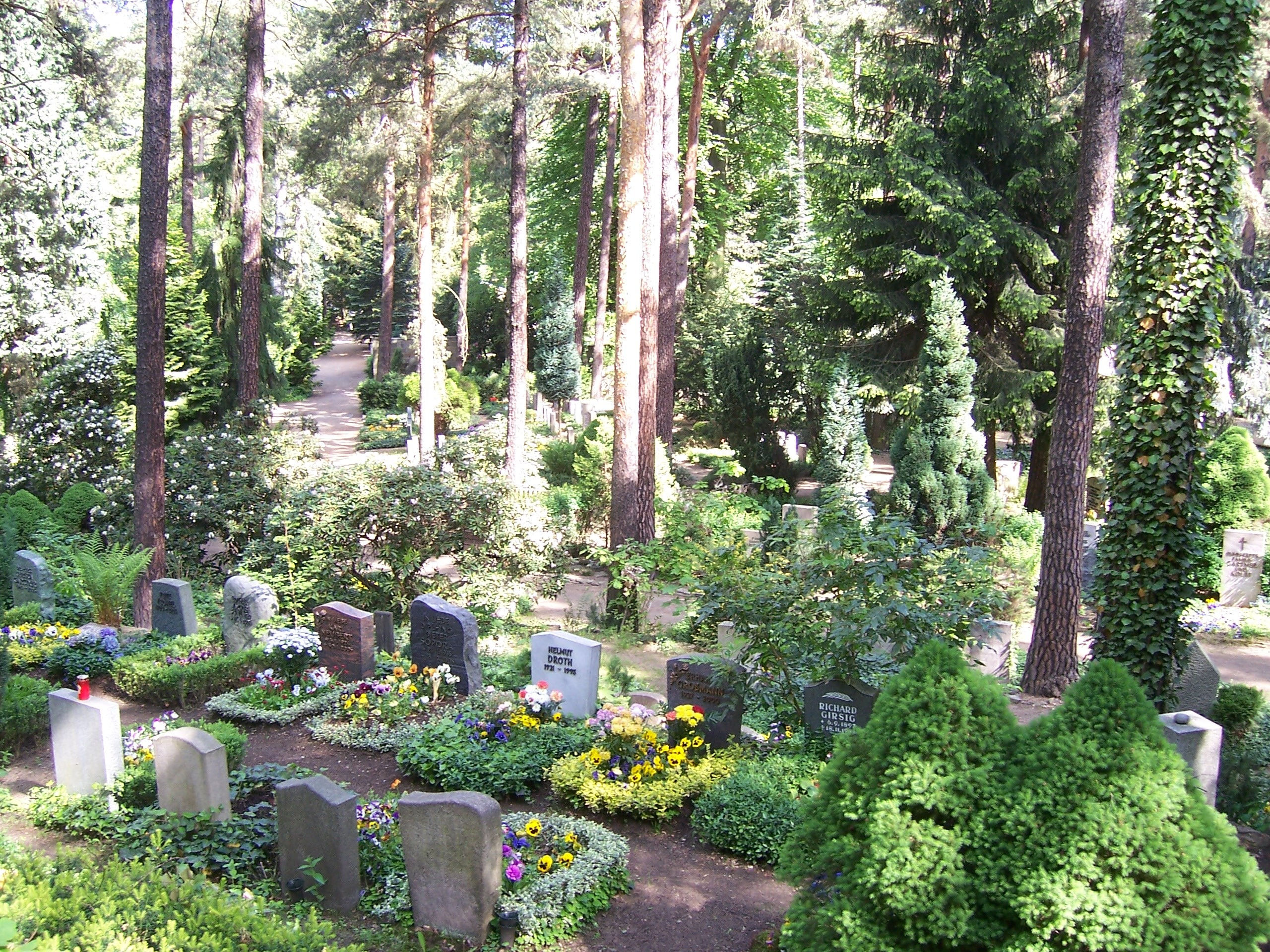
Überblick über den Waldfriedhof Weißer Hirsch

Der Waldfriedhof Weißer Hirsch ist ein Friedhof am Rand der Dresdner Heide. Wegen seiner naturnahen Lage zählt er zu den schönsten Friedhöfen Dresdens. Zahlreiche Grabstellen stehen unter Denkmalschutz. Auf einer Fläche von 18000 Quadratmetern befinden sich gut 1350 belegte Grabstellen.

## Geschichte
Bis zum Ende des 19. Jahrhunderts gehörte der heutige Dresdner Stadtteil Weißer Hirsch zur Parochie Loschwitz. Die Toten vom Weißen Hirsch fanden auf dem Loschwitzer Friedhof ihre letzte Ruhe. Am 1. April 1897 gründete sich die eigenständige Parochie Weißer Hirsch. Der Waldfriedhof der neuen Gemeinde wurde auf einem Waldstück am südlichen Heiderand angelegt und am 1. Juli 1898 feierlich eingeweiht. Im Dezember 1898 erhielt das Waldstück, das mit einer Sandsteinmauer umgeben wurde, eine eigene Totenhalle. Die ersten Beerdigungen erfolgten 1903.
In den folgenden Jahren stieg die Bevölkerungszahl im Weißen Hirsch auf fast das Doppelte. Bad Weißer Hirsch erreichte zudem als Kurort um 1910 seinen Besucherhöhepunkt, sodass die Gemeinde Pläne zur Erweiterung des Friedhofs aufstellte, die jedoch 1914 abgelehnt wurden. Die Oberloschwitzer hatten infolge eigener Auspfarrungsbestrebungen im Jahr 1918 den Oberloschwitzer Friedhof östlich des Waldfriedhofs angelegt. Im Jahr 1919 erhielt die Gemeinde Loschwitz die Erlaubnis, die Totenhalle des Waldfriedhofs mitzunutzen. Aus dem Verbindungstor zwischen beiden Friedhöfen wurde 1931 eine einfache Hecke. Zwei Jahre darauf erfolgte die Auspfarrung von Oberloschwitz nach der Kirchgemeinde Weißer Hirsch. Infolgedessen wurden beide Friedhöfe am 1. Oktober 1933 zusammengelegt. Man errichtete zudem eine größere Friedhofskapelle, die 1975 und 1993 renoviert wurde.
Der Waldfriedhof Weißer Hirsch liegt auf hügeligem Gelände und ist terrassenförmig angelegt. Das südöstliche Randstück des Friedhofs geht bis zum Grab Manfred von Ardennes stetig in die Höhe, sodass man sich am höchsten Punkt mehrere Meter über dem eigentlichen Friedhofsgelände befindet.

## Grabstätte Müller und Gedenkstätten

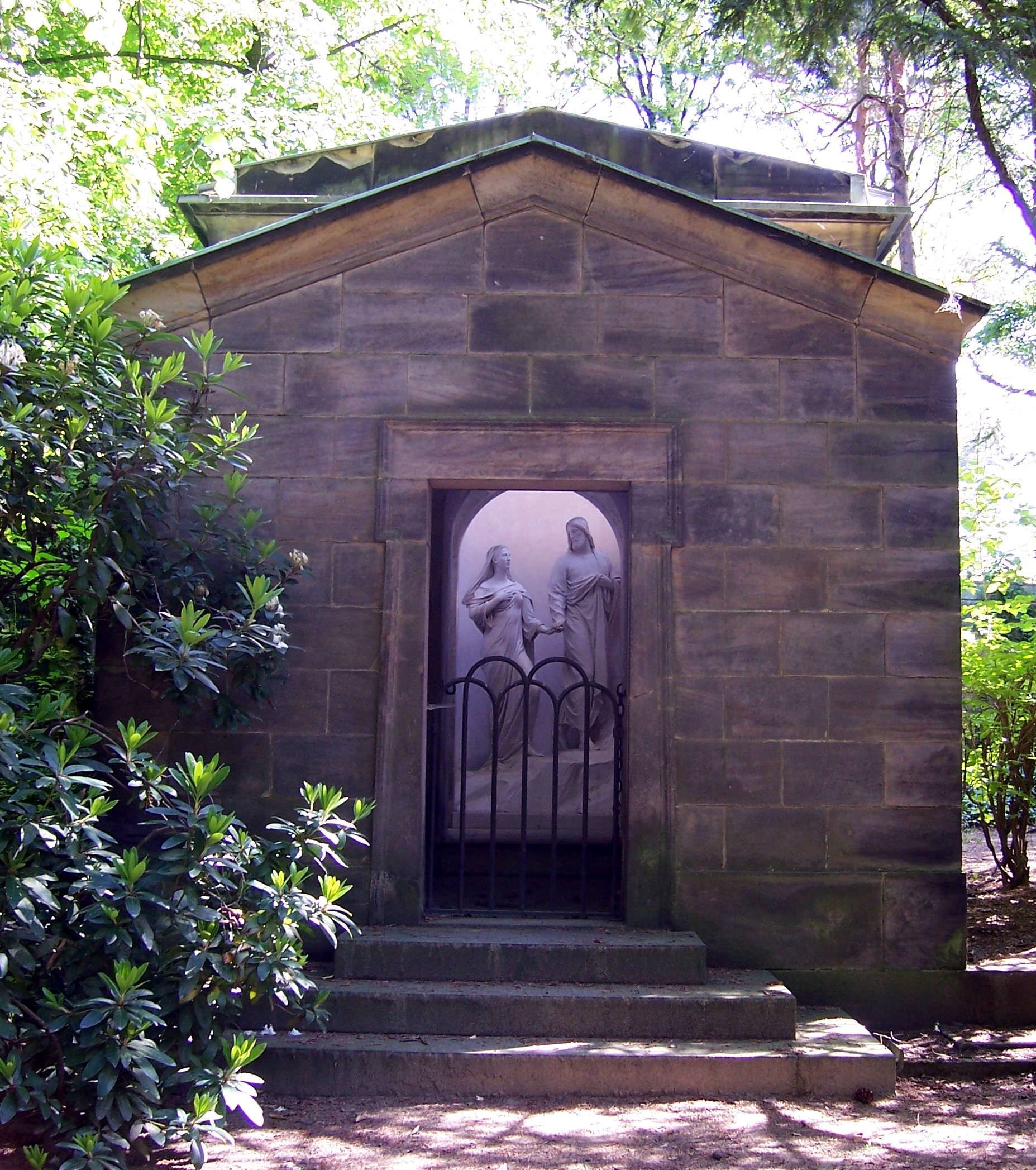
Das Mausoleum der Familie Müller

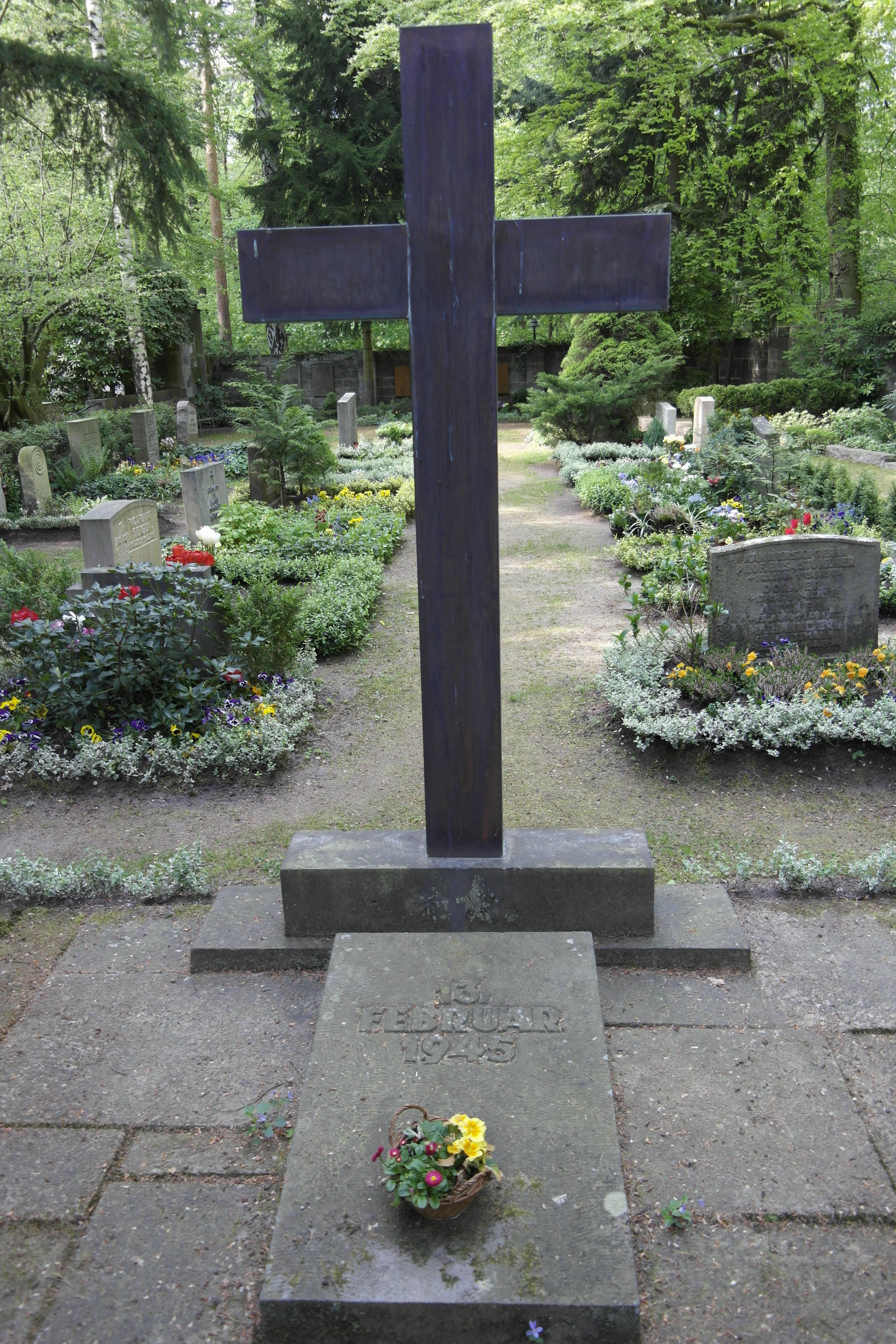
Gedenkstätte für die Opfer der Bombenangriffe auf Dresden 1945.

Das künstlerisch bedeutendste Grab des Waldfriedhofs ist das Mausoleum Müller, das der Großindustrielle Johann Carl Müller (1867–1944) 1930 als Erbbegräbnisstätte gekauft hatte. Auf der 120 Quadratmeter großen Fläche, die von einem Zaun umgeben ist, steht das Mausoleum, das seinerseits von einem Gitter verschlossen ist. An den Innenwänden des Mausoleums befinden sich auf Tafeln Lebensdaten und Namen der Verstorbenen der Familie. Durch den Eingang sieht man in einem hinteren Teil eine männliche und eine weibliche Figur aus weißem Marmor, die der Bildhauer Johannes Schilling ursprünglich im Auftrag von Alfred von Fabrice anlässlich des frühen Todes seiner Tochter geschaffen hatte. Nachdem die Plastik für viele Jahre auf dem Grundstück Fabrices stand, gelangte sie in den Besitz Johann Carl Müllers und schließlich in das Mausoleum. Hier wird sie von oben durch eine Dachöffnung vom Tageslicht beschienen und so hervorgehoben. Das Mausoleum machte den Waldfriedhof über die Grenzen Dresdens bekannt und ließ ihn in den 1930er-Jahren zu einem Touristenmagnet werden. Es wurden sogar Postkarten mit dem Mausoleumsmotiv verkauft.
Der Waldfriedhof hat zwei Gedenkstätten. Ein aus quaderförmigen Blöcken zusammengesetzter Granit-Obelisk am Eingang des Friedhofs erinnert an die Gefallenen des Ersten Weltkriegs. Der Bildhauer Friedrich Moritz Brodauf gestaltete dieses Denkmal. Im nördlichen Teil des Friedhofs steht ein verkupfertes Strahlkreuz mit Gedenktafel und Gedenkstein in Erinnerung an die Opfer der Bombardierung Dresdens am 13. Februar 1945.

## Persönlichkeiten
- Eva Ander (1928–2004), Pianistin

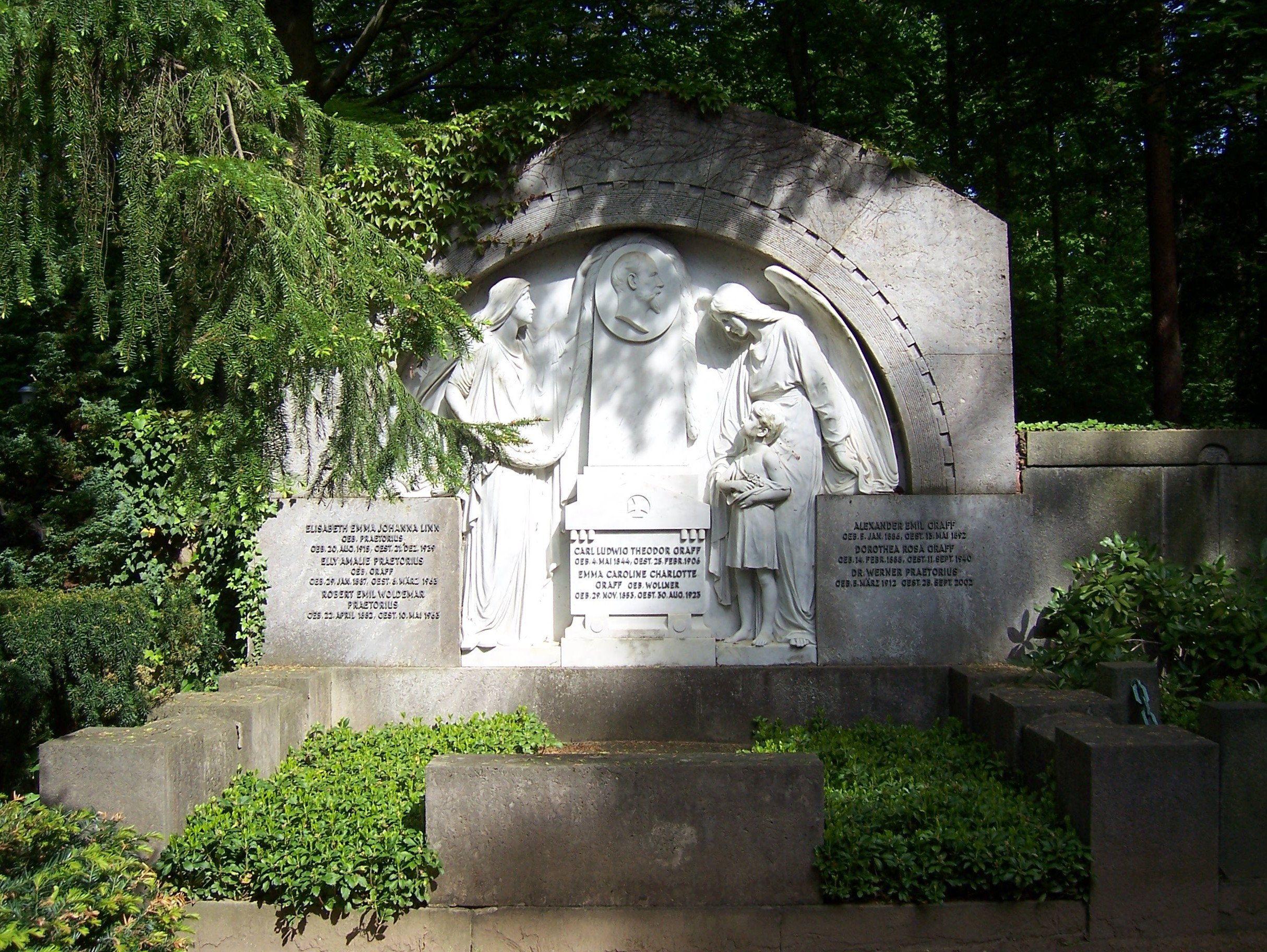
Denkmalgeschütztes Grab von Carl Ludwig Theodor Graff

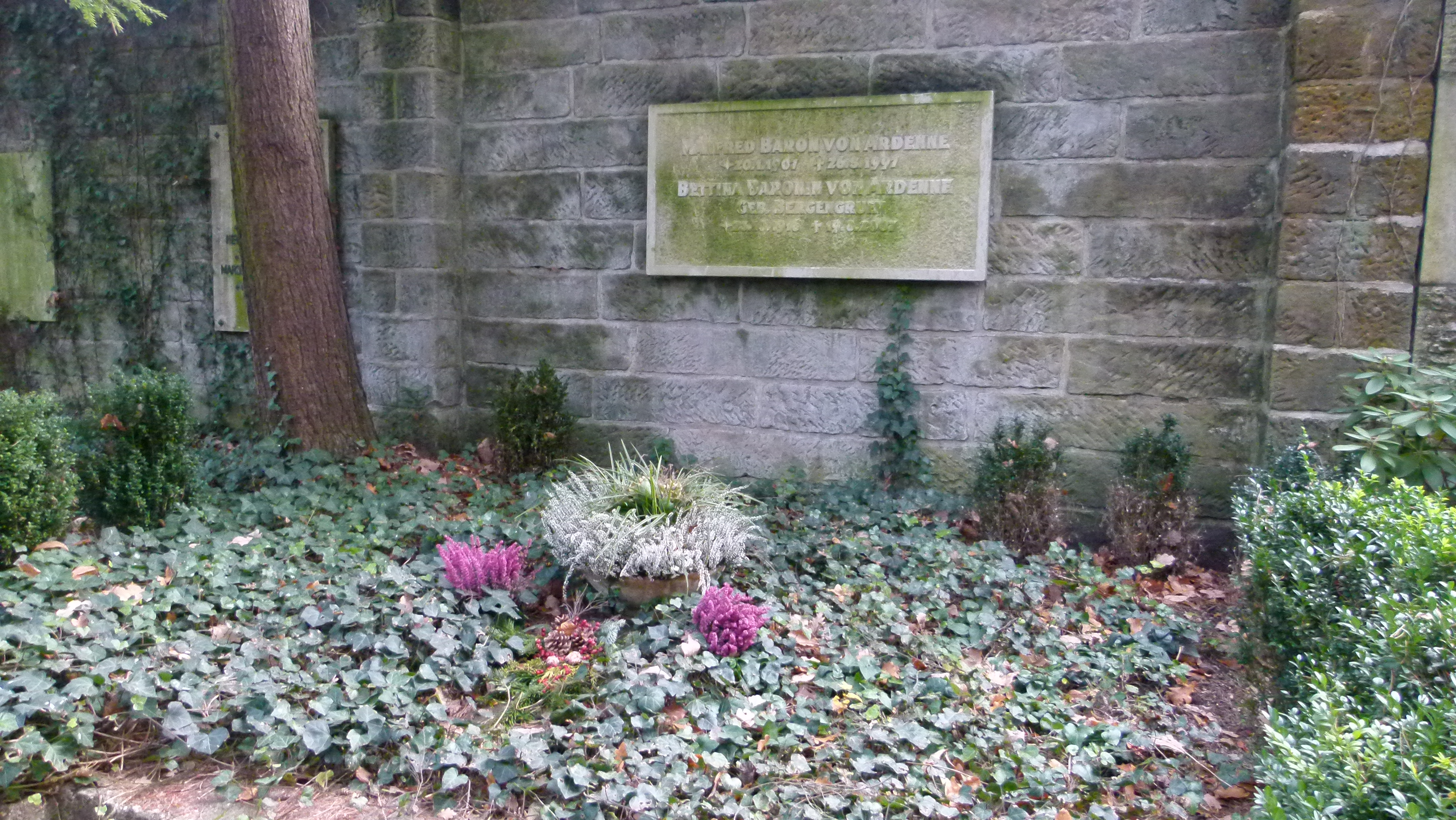
Grab von Manfred von Ardenne

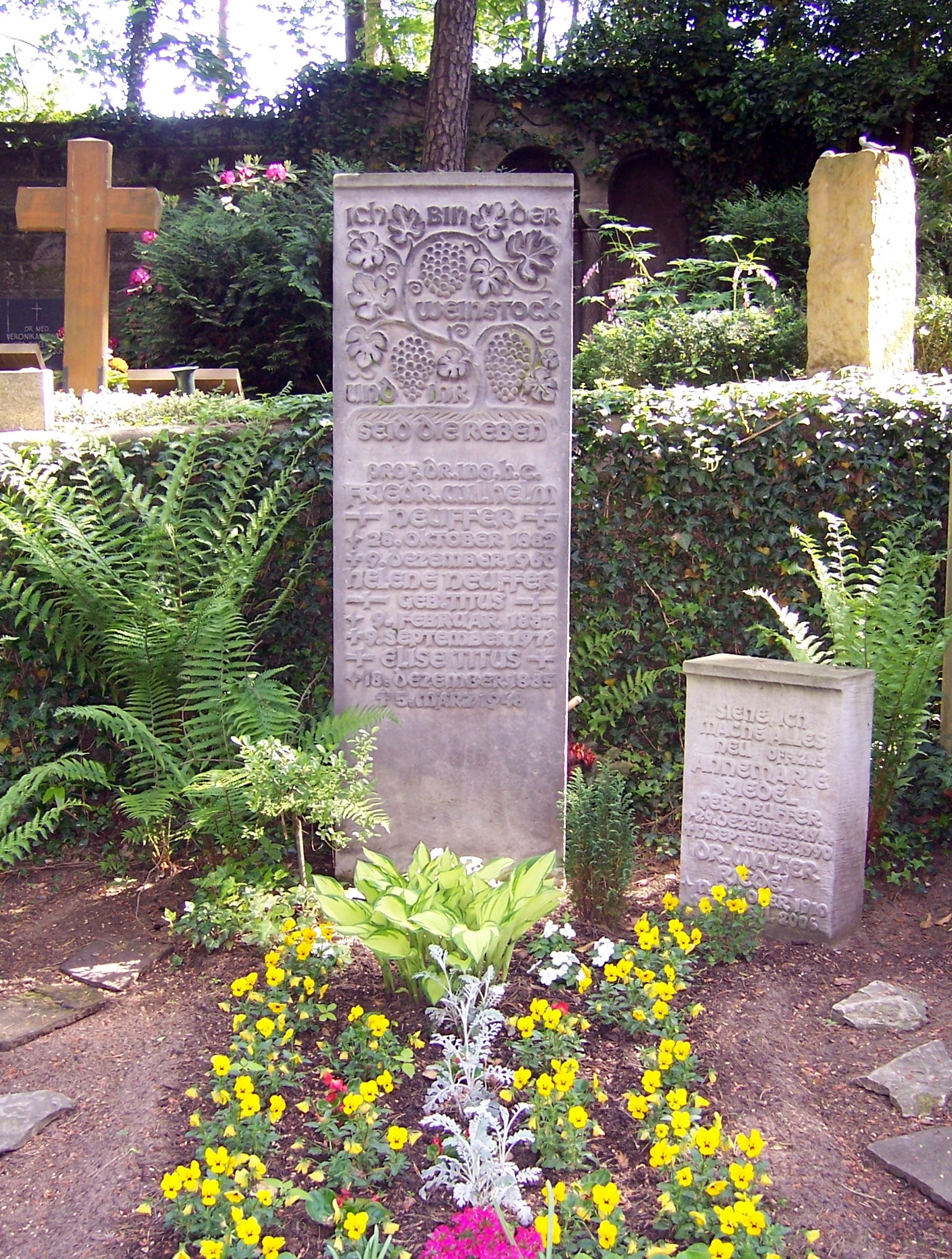
Grab von Friedrich Wilhelm Neuffer

- Karl von Appen (1900–1981), Bühnenbildner
- Manfred von Ardenne (1907–1997), Physiker
- Max Arnhold (1845–1908), Bankier
- Manja Behrens (1914–2003), Schauspielerin
- Paul Berger (1889–1949), Bildhauer
- Antonia Dietrich (1900–1975), Schauspielerin
- Kurt Ebert (1900–1969), Jurist
- Gunther Emmerlich (1944–2023), Sänger (Bass) und Moderator
- Hannes Fischer (1925–1989), Schauspieler
- Martin Flämig (1913–1998), Kreuzkantor
- Brünnhild Friedland (1924–1986), Sängerin
- Ruth Glowa (1918–1971), Kammersängerin
- Carl Ludwig Theodor Graff (1844–1906), Direktor der Kunstgewerbeschule
- Ernst Grumbt (1840–1917), Kaufmann und Politiker
- Werner Gruner (1904–1995), Professor für Landmaschinentechnik und Rektor der TU Dresden
- Walter Hentschel (1899–1970), Kunsthistoriker
- Peter Herden (1918–2013), Schauspieler
- Josef Herrmann (1903–1955), Kammersänger
- Rosalie Gräfin von Hohenau (1820–1879), morganatische Ehefrau von Albrecht von Preußen (Familiengrab 1968 aufgelöst)
- Wilhelm Graf von Hohenau (1854–1930), preußischer Generalleutnant (Familiengrab 1968 aufgelöst)
- Rolf Hoppe (1930–2018), Schauspieler
- Heinrich Alfred Kaiser (1883–1946), Architekt, Grab nicht erhalten
- Maximilian Keller, (1880–1959), Kunstmaler
- Franz Kienast (1895–1965), Professor für Fördertechnik der TU Dresden
- Willi Kleinoschegg (1885–1955), Schauspieler
- Heinrich Lahmann (1860–1905), Arzt und Sanatoriumsleiter
- Ernst Langer (1909–1984), Hotelier
- Hans Löbel (1906–1971), Kammersänger
- Ernst Luding (1942–2022), Eisschnelllauftrainer
- Werner Ludwig (1914–2001), Arzt
- P. Heinz Müller (1924–2009), Mathematiker
- Hans Nadler (1910–2005), Denkmalpfleger
- Georg Nerlich (1892–1982), Maler
- Friedrich Wilhelm Neuffer (1882–1960), Bauingenieur
- John H. Noble (1923–2007), Unternehmer und Überlebender eines Gulags
- Gustav Pusch (1858–1912), Obermedizinalrat
- Otto Rostoski (1872–1962), Internist
- Arno Schellenberg (1903–1983), Sänger
- Arthur Schloßmann (1867–1932), Arzt und Sanatoriumsleiter
- Georg Schmorl (1861–1932), Arzt
- Hugo von Schütz (1836–1912), Jurist und Politiker
- Max Schwarze (1874–1928), Dozent der TH Dresden
- Hans von Seydewitz (1819–1910), Superintendent
- Adolf Spamer (1883–1953), Volkskundler
- Elisa Stünzner (1886–1975), Kammersängerin
- Heinrich Teuscher (1862–1946), Arzt und Sanatoriumsleiter
- Oskar Unruh (1847–1907), Geheimer Hofrat
- Hans-Hendrik Wehding (1915–1975), Komponist
- Friedrich Oskar Wermann (1840–1906), Komponist und Kreuzkantor